# 中俄谷精草
中俄谷精草（学名：Eriocaulon chinorossicum）为谷精草科谷精草属下的一个种。